# Jakėnai (okręg uciański)
Jakėnai (Jakiany) − wieś na Litwie, zamieszkana przez 33 ludzi, w gminie rejonowej Ignalino.